# NH (jornal)
NH (sigla para Novo Hamburgo) é um jornal brasileiro fundado em 19 de março de 1960, pertence ao Grupo Sinos com sede em Novo Hamburgo (Rio Grande do Sul) e com circulação na Região Metropolitana de Porto Alegre. Em 2005 atingiu a tiragem de 42 mil exemplares diários, o que o colocava entre os maiores do país. Em 2019, possuía mais de 50 mil assinantes, superando publicações como Estado de Minas, O Dia e Jornal do Commercio.
De grande importância regional, ao longo de sua existência, o periódico foi um fomentador de progresso para as cidades em que circula. Num registro acadêmico de 2009 tem-se que "foi, e ainda é, o veículo de comunicação impresso de maior circulação da cidade de Novo Hamburgo e da região do Vale do Rio dos Sinos".

## Histórico
Os irmãos Paulo Sérgio e Mário Alberto Gusmão haviam, em 1957 e quase sem recursos, lançado em São Leopoldo um jornal local ("Jornal SL", mais tarde rebatizado como "Jornal VS", de tiragem inicial quinzenal) e, com a experiência adquirida, receberam um convite de um empresário de Novo Hamburgo para darem início também naquela cidade a um periódico, no ano de 1960, surgindo assim o "Jornal NH". Este vinha a preencher a lacuna deixada pela extinção do jornal "O 5 de Abril", que existia desde a fundação da cidade.
A região estava em franco desenvolvimento, alavancado com a intensa migração europeia para o interior gaúcho desde meados do século XIX; já na sua primeira década participa intensamente da campanha para a criação de uma Feira Nacional de Calçados, e desde seu primeiro número o jornal foi enviado a leitores de todo o país, como forma de divulgação das atividades econômicas locais.
Tinha, então, por "missão manifesta (...) informar com independência, exatidão e respeito ao cidadão, bem como estimular o desenvolvimento das comunidades e dos setores onde atua."
Em 2005 havia atingido a décima primeira posição entre os jornais diários brasileiros em número de assinaturas segundo o IVC, sendo o maior na sua região de circulação. Neste mesmo ano foi homenageado pela Câmara Municipal de Novo Hamburgo em razão de sua importância histórica para a cidade e região.
Em 2008, já ingresso no meio digital, foi pioneiro no país com a realização em maio daquele ano da "primeira transmissão ao vivo para um portal de notícias no Brasil com uso de tecnologia 3G e o aplicativo Qik".

## Circulação impressa
Com tiragem inicial hebdomadária, sua distribuição passou a ocorrer de segunda a sábado, atingindo quarenta e cinco cidades do Vale dos Sinos, Vale do Paranhana, Vale do Caí, Litoral Norte do Rio Grande do Sul e Serra Gaúcha.

## Prêmio
- 2018: pela série de reportagens sobre a região do Ferrabraz, em Sapiranga, as jornalistas Débora Ertel e Raquel Reckziegel ganharam o 5º Prêmio de Jornalismo Ambiental José Lutzenberger[7]